# Circuit de Riverside

Traçat del Circuit de Riverside.

Riverside International Raceway és un circuit automobilístic situat a Riverside, Califòrnia, Estats Units.
El circuit es va construir per acollir diferents curses de motor, i per això té diferents configuracions del traçat:
- La configuració més llarga té una longitud de 5,25 km, unes 3,25 milles.
- La segona configuració té una llargada de 4,16 km, unes 2,5 milles.
- La tercera configuració, que és la que es fa servir a les curses de la NASCAR, té també una llargada de 4,16 km, unes 2,5 milles.

En aquest circuit s'hi van produir diversos accidents mortals, començant la llarga llista ja al primer cap de semana de la primera cursa que s'hi va disputar. El 1983 hi va perdre la vida el pilot de Fórmula 1 Rolf Stommelen, potser la víctima més coneguda.

## A la F1
Al circuit de Riverside només s'hi va disputar una vegada el Gran Premi dels Estats Units, l'any 1960, i, com en el circuit de Sebring a causa de la poca afluència de públic i les costoses despeses de l'organització de la cursa, aquesta va passar a Watkins Glen a la temporada següent.